# 爆闘宣言ダイガンダー
『爆闘宣言ダイガンダー』（ばくとうせんげん ダイガンダー）は、日本のブレインズ・ベースが制作し、2002年にテレビ放送されたロボットアニメ。

## 概要
2002年4月5日から12月27日までテレビ東京系列6局（テレビ北海道、テレビ東京、テレビ愛知、テレビ大阪、テレビせとうち、TVQ九州放送）で放送、放送時間は金曜日の18:00 - 18:30。また、テレビ東京系列局を有さない地方でも、のちに他系列局を通じてネットされた。3クール・全39話が製作、放送された。この作品を収録したメディアのリリースはVHSビデオでのセルおよびレンタルのみで、DVDでのリリースはされていない。
ナレーションは全話において瀧本富士子、梁田清之が務めた。
前番組『電脳冒険記ウェブダイバー』に続き、この作品でもアニメ連動の玩具販売展開が行われた。タカラ（＝現・タカラトミー）より発売された変形合体ロボット玩具「DXバトロボシリーズ」も、『ウェブダイバー』で展開された一連の玩具と同様に、ロボット玩具をAVケーブルを介してテレビモニターに接続することによりモニター上にグラフィックが映し出され、玩具本体の合体変形プロセスに合わせその映像も同じように合体変形が行われる「プラグイット機能」が搭載され、これを用いて簡易式のアクションゲームや対戦型格闘ゲームが楽しめるようにもなっている。また『ウェブダイバー』で主要キャラを務めた声優の甲斐田ゆきは引き続き主要キャストとして出演している。
放送開始年の翌年3月まで続いた『ウェブダイバー』と異なり本作品は『超ロボット生命体トランスフォーマー_マイクロン伝説』の放送開始を早めるために12月で放送終了された。

## あらすじ
「バトロボ」同士を双方のコマンダーが行動を指示し戦わせる「バトロボマッチ」。主人公の少年・曙アキラは、リューグを始めとするチームメイトのバトロボたちと絆を深め合いながら、バトロボマッチのチャンピオンに贈られる伝説の称号「タイタンクラウザー」の獲得を目指す。

## 登場人物
曙アキラ（あけぼの アキラ）
声 - 瀧本富士子
主人公。バトロボマッチの頂点であるタイタンクラウザーを目指す明朗活発な少年。ブライオンを初めとするパートナーバトロボと深い絆で結ばれている。ただしリューグとは初期のころは反発していた（もっとも、これはリューグがアキラの指示に従わなかったことが発端だった）。バトロボマッチをみんなが楽しく競い合うスポーツと見ており、対戦相手のバトロボやオーナーとも試合後は友情を誓い合ったこともある。
星ハルカ（ほし ハルカ）
声 - 井端珠里
チームアキラのスケジュール管理や、アキラやバトロボたちの身の回りの世話をする少女。元々はチームジョンのマネージャー志願だったが、30人のマネージャーを抱えるチームだったため不採用となる。その後ダイガンダーの初陣を見た彼女は半ば強引にマネージャーとして就職し、以後チームアキラに欠かせない存在となった。マネージャーとしての能力はトップクラスで、アキラとのケンカが原因で他の会社に就職した時もその能力を発揮している（その後、ほっとけないという理由でチームアキラに戻っている）。
ハジメ博士
声 - 麻生智久
リューグたちバトロボを開発した人物で、アキラの祖父。パートナーとともに成長するシステムである「クラスターシステム」を開発した。放浪癖があり、ハルカにチームアキラの管理を任せた後、本人はロケットに乗って旅に出ている。アキラいわく「じいちゃんは昔からそうだった」ということから、チームアキラ結成前も時々放浪していたようである（その旅の途中でボーンレックスなどのバトロボを製作したこともある）。前述のクラスターシステムを開発したり、設計図もなしにバトロボを製作できる技術力を持つなど、まさに天才科学者と言ってよい人物。しかし、少年時代は勉強が苦手だった模様。過去にビッグバンと同じ開発スタッフに所属していた時があり、彼と共同してバトロボの開発を行っていた。
プロフェッサー・ビッグバン/ダイクーン教授
声 - 梁田清之
バトロボマッチに恨みを持つ覆面を被った謎の人物。ギンザンを初めとするバトロボを製造し、アキラたちを付けねらっていた。当初はハジメ博士が開発したクラスターシステムが目的だった。
その正体は、かつてクラスターシステムを共同で開発していたハジメ博士の友人・ダイクーン教授であり、ある事件をきっかけに悪の道に逃げ込んでしまった悲劇の人物であった。そのため、友情や信頼を信じなくなり、自分が製造したタイガマルたちですら最終的には見捨ててしまう。しかし、アキラたちとの最終決戦で友情の大切さを知り、本来の自分を取り戻すことになる。
コミッショナー
声 - 園部啓一
その名の通り、バトロボマッチのコミッショナーであるが、本名は不明。バトロボマッチ初心者であるアキラにアドバイスを送ったり、マッチの手続きを代わりに行ったりしてくれる、よき理解者でもある。

## 主な登場メカ
※「 」内はファイトネーム（バトロボマッチでの通り名）。

### チームアキラ

#### ダイガンダーユニット
「燃える竜騎士」リューグ
声 - 甲斐田ゆき
チームアキラのバトロボの中でも最も小柄で、アキラとほぼ同じ身長である。しかし、その小さな身体にはクラスターシステムが内蔵されており、バトロボのオーナー（アキラ）と心を同調することでその力を発揮することができる。
小回りが利く身体とスピードを活かした戦法を使う。技は剣で相手を切り裂く居合い斬り「ナイトスラッシュ」と、剣を大地に突き刺し、地面からマグマ状のエネルギーを噴出させ、敵にダメージを与える「ナイトクエイク」。
「白き不沈艦」ガンダー
声 - 梁田清之
ドラゴンタイプのサポートロボット。通り名の通り、鉄壁の防御力を誇る。背中にリューグを乗せて移動することも可能。
リューグと合体してダイガンダーになる他、ブライオンと合体してダイガライオンに、ボーンレックスと合体することでダイガレックスになる。

#### アニマルユニット
ハジメ博士が初期に造った動物型のバトロボ。
「蒼き稲妻」ブライオン
声 - 稲田徹
ライオン型のバトロボ。アキラがまだ小さいころから存在したことから、誕生から相当の年月が経っていると思われる。しかしそのためなのか、時々オヤジっぽい仕草を出すときがある。通常はビーストモードで行動するが、戦闘時にはファイターモードに変形する（他のバトロボも同様）。技は、手甲のクローから繰り出す「サンダークロー」や、タテガミと尻尾が変形した大型のクローで相手を切り裂く「ライジングクロー」。
「甦るウィリアム・テル」イーグルアロー
声 - 千葉一伸
鷲型のバトロボ。射撃の腕はバトロボの中でもトップクラスに入るほどで、通り名もそれに準じている。性格は少しキザっぽい半面、ユーモアのセンスもある。ビーストモードでは、両翼の先端を発火させて突撃して相手を切り裂く「ファイヤーウィング」を、ファイターモードでは右肩に背負ったランチャーから炎の矢を放つ技「ファイヤーアロー」を使う。ビーストモード時にはブライオンと合体することが可能で立体的な攻撃を行う。またダイガンダーの腕に武装合体することが可能である。
「縁の下の暴れん坊」ドリモーグ
声 - 小野坂昌也
モグラ型のバトロボ。おっちょこちょいでドジを踏むことが多い。語尾に「〜モグー」とつけて喋る。モグラモチーフらしく、メインウエポンはドリルで、20cmの鉄板を貫くことができる。技は胸部から衝撃波を相手に放つ「クラッシュバーン」。地中戦や意表をついた攻撃、サポートも得意である。ブライオンと合体して攻撃力をアップすることも、ダイガンダーとの武装合体も可能。

#### ダイノユニット
ハジメ博士が旅の途中で造った恐竜型のバトロボ。アニマルユニットたちの後輩にあたる。
「ジュラシックソルジャー」ボーンレックス
声 - 置鮎龍太郎
ティラノサウルス型のバトロボ。長い間放浪していたためか、誰にも縛られない生き方を好む。アキラに説得され、仲間に入ることになる。武器は尻尾が変形した「テールブレード」で、そこから放たれるエネルギー剣「ティラノスラッシュ」が必殺技。
ちなみに玩具では、ユニットのリーダーであるブライオンとボーンレックスはROMロボと呼ばれ、ガンダーと合体することで別のゲームをすることができる。しかしその代償として、対戦ゲームのキャラクターとしての使用が不可能になっている。
「死神貴族」デスペクター
声 - 遠近孝一
プテラノドン型のバトロボ。普段は貴族らしく振舞うことが多いが、バトル時には冷酷非道な死神と化す。「地獄へ送ってやる!」が口癖。言葉を話せないトライホーンとコンビをとることが多く、彼の代わりに相手に言葉を伝える役割も多い。武器は大鎌（処刑鎌）の「スペクターサイズ」で、技は衝撃波を飛ばす「スペクタースラッシュ」。単独でダイガンダーの腕に武装合体したことがある。ボーンレックスの背部に武装合体も可能だが、ほとんど使用することはなかった。
「怪力門番」トライホーン
声 - 千葉一伸
トリケラトプス型のバトロボ。「トリケラ」としか話せない。チームアキラのバトロボの中でも腕力が強い。武器はビーストモード時の頭部が変形した三叉鉾だが、劇中でそれを使う機会はほとんどなく、もっぱら高速でパンチを放つ技「トルネードパンチ」を使う。また、怪力を活かした攻撃も多い。トライホーンも単独でダイガンダーと武装合体を行ったことがある。

### プロフェッサー・ビッグバンのバトロボ
「敵か味方か謎のガンマン」ギンザン
声 - 千葉進歩
アキラたちの前に現れた謎のガンマンファイター。ユニコーン型のビーストモードに変形する。当初はチームアキラと対決するために出没していた。しかし、ある経緯によりアキラたちと協力した後、ビッグバンから自分がダイガンダーと同じ系列のバトロボと知らされ、自分は何のために存在しているのかという疑問を抱くようになる。基本的に孤高の一匹狼な性格で、タッグを組むことはない。タイガマル・ロウガマルとチームを組むことになったときも、本人はそれを嫌がっていた。武器は両腕に仕込まれている「ツインリボルバー」。背中のウイングを展開し、エネルギーを収束して放つ「ファイナルリボルバー」が必殺技。同じ系列のシステムであるため、ダイガンダーと合体することで「ドラゴンリボルバー」形態になることができる。なお、チームアキラのバトロボとは異なり、ファイターモードが基本形態であり、移動や高速戦闘時にビーストモードに変形するスタイルをとる。
「機動大盗賊」タイガマル
声 - 神奈延年
ビッグバンが新たに製造した虎型のバトロボ。歌舞伎口調で話すため、少し見栄をはっている感じを持つ。基本的にロウガマルと共に行動し、アキラたちをしつこく付けねらう。しかし、ロウガマル共々どこか抜けた面が目立ち、ドラゴバースト登場後は彼によって共に軽くあしらわれる。ラフプレーが目立つもののロウガマル共々ビッグバンへの忠誠心は強く、テンコンスリポンが撃破された際にはそのコクピットからビッグバンを救出し、改心のきっかけを作った。必殺技はタイガ剣を鞭のように振り回し、竜巻状のエネルギー波をぶつける「タイガ竜巻斬り」。
作中では登場しないが、玩具ではダイガンダーに武装合体することが可能。
「機動忍法帳」ロウガマル
声 - 檜山修之
タイガマル同様、ビッグバンに製造された狼型のバトロボで、「ござる」が口癖。忍者らしく隠密行動が得意であるが、基本的にタイガマルと共に行動するため、単独で隠密行動をとることは少ない。実は城マニアの一面を持っており、自分の城を築きたいと考えている。専用武器ロウガ剣から放たれるエネルギー波で斬り裂く「ロウガ三日月斬り」が必殺技。
作中では登場しないが、玩具ではタイガマルと同様、ダイガンダーに武装合体することが可能。
テンコンスリポン
ドラゴバーストがダイランドを襲った際、突如現れた亀型のバトロボ。プロフェッサー・ビッグバンいわく「最高傑作」。
大半のバトロボが人間より少し大きいくらいのサイズに対し、輸送機のダイシャトルを見下ろすほどの桁違いに巨大なバトロボで、ビッグバン自らが操縦する。巨体ながら飛行能力も有している。
ドラゴンダイガンダーのバーストキャノンをも跳ね返すバリアを持ち、口に大型の2連ミサイル砲、甲羅部分に触手のように自由に動く強力なビーム砲と無数のビーム砲門を装備し、強力な磁気嵐を発生させバトロボのシステムを破壊する「テンコンマグネストーム」が必殺技。マグネストームが破られた際、甲羅内部の巨大なドリル型ミサイル「ファイナルテンコンスリポン」を放ったが、ドラゴンダイガンダーのドラゴンノヴァにテンコンスリポン本体ごと貫かれて破壊された。
一般公募の「バトロボコンテスト」で最優秀作に選ばれた作品からデザインされた。

### その他のバトロボ
「吹雪が生んだ冷血賢者」ドラゴフリーザ
声 - 神奈延年
「マグマが生んだ熱血剣士」ドラゴフレイム
声 - 千葉進歩
約30年前に開発されたバトロボのプロトタイプ。初期のバトロボのため、言語機能は簡略化されている。ワイバーン型のビーストモードに変形するほか、それぞれ武器モード（ブリザードシールド・フレイムセイバー）に変形することができる。フリーザとフレイムは兄弟ロボであるため、共通点が多い。また、接続用のコネクターが設置されていないため、ダイガンダーの手に装備された以外はこれといった武装合体を行うことはなかった。
当初、フリーザとフレイムはドラゴバーストに操られていたが、ハジメ博士に修理された後に自我を取り戻し、それ以降はダイガンダーユニットに編入されている。二体が左右に合体し、空を飛べないダイガンダーを上に乗せることも可能。
「伝説の暗黒獣」ドラゴバースト
声 - 若本規夫
ハジメ博士たちが所属していた研究所で開発された、クラスターシステムのプロトタイプを搭載したバトロボ。しかし、システムの暴走によってフリーザ・フレイムとともに姿をくらましてしまう。研究所崩壊後はコロニーの残骸に潜んで、同じシステムを持ったパートナーの誕生を待っていた。ビッグバンのような人間がいることで人類を忌み嫌っており、ロボットのロボットによるロボットのための世界をつくるという野望を持っていた。しかし、アキラとの戦いと、彼の言葉を通じて感化、改心する。最終回ではドラゴンダイガンダーに合体する形でダイガンダーと共闘、後日談を描いたエピローグの場面ではアキラの試合を見届ける。
武器を持たないバトロボであるが戦闘能力は高い。主な技は収縮したエネルギー塊を連続して放つ「バーストブラックホール」、拳にエネルギーを集中させて放つ「バーストナックル」。また、大気圏外からエネルギー波を放ちダイランドを攻撃したときもあった。手からコントロールウェーブを放ちバトロボを操ることが出来る他、ドラゴン型に変形が可能で、単独の大気圏突入も可能な強固なボディを持つ。本作品に登場したバトロボの中で最も古いタイプであるが、ダイガンダーと同様のシステムを持つため、合体が可能である。

### 合体変形
「爆闘王」ダイガンダー
声 - 梁田清之
リューグとガンダーがヘッド合体した形態。この形態ではリューグの性格よりもガンダーの性格が表に出る。言葉もほぼ無口になり、リューグとは対照的な戦い方になる。「ダーッ!!」が口癖。武器はガンダーの頭部が変形した「ドラゴンソード」と肩に装備された連射可能のキャノン砲「ドラゴンキャノン」。ドラゴフリーザとドラゴフレイムがユニットに編入された後は、フレイムセイバーとブリザードシールドを装備した状態で放つ必殺技「ドラゴンバスター」が追加された。
「格闘王」ダイガライオン
声 - 稲田徹
初登場は第4話。ブライオンとガンダーがヘッド合体した形態で、ブライオンの自我が表に出る。主にスピードを生かした戦法を得意とし、クローとブライオンの下半身が合体した武器「雷牙激闘爪」を使った攻撃を得意技とする。必殺技はイーグルアローとドリモーグが両腕に合体し、イーグルアローの嘴とドリモーグの鼻先から発射されるエネルギー弾「ダイガライオンビーム」。なお、「格闘王」のファイトネームは、初戦で対決した相手から送られたものである。
「剣闘王」ダイガレックス
声 - 置鮎龍太郎
ボーンレックスとガンダーがヘッド合体した形態で、第12話で初登場した。ボーンレックスの自我が表に出るため、主に剣技を使った戦法を使う。武器はテールブレードとボーンレックスの下半身が合体した「裂空獣斬剣」。必殺技はデスペクター・トライホーンと武装合体し、レックスのビーストモードの口から放たれる火炎放射「ダイガレックスファイヤー」。
「衝撃の4体駆動」メガベックス
第7話で初登場した大型バトロボ。イーグルアロー、ドリモーグ、デスペクター、トライホーンが合体して誕生する。窮地に陥ったアキラたちを救うため、4体が心を合わせて合体した、いわば「行き当たりばったりの4体合体」といえる。体当たり戦法が主な戦闘スタイルである。
早い段階で合体しているが、登場回数はそれほど多くはない。その原因は4体の駆動システムに負担がかかるため、長時間合体維持が不可能であるからである。そのため、長時間の戦闘には向かなく、基本的に合体した後は即座に必殺技を仕掛けることが多い。
ちなみに、メガベックスの合体はカバヤ食品の食玩でのみ再現されている（玩具は構造上再現不可能）。
「機動二刀流」ダブルファング
タイガマルとロウガマルが「上下合体」して完成するバトロボ。タイガマルが上になるとタイガダブルファングに、ロウガマルが上になるとロウガダブルファングになる。この戦法を活かして相手に攻撃を仕掛けるが、返り討ちになることがほとんど。それぞれの必殺技は「タイガ竜巻斬り」や「ロウガ三日月斬り」のパワーアップ版になる。
「伝説の爆闘神」ドラゴンダイガンダー
ダイガンダーとドラゴバーストが合体した究極のバトロボ。その力は強力無比であり、クラスターシステムを同調することで無限の力を発揮することができる。この状態でもフリーザとフレイムを装備することができる。アニメ本編では四足タイプで機動力を重視した「ケンタウロスモード」に合体しているが、玩具では他に、二足タイプでパワーを重視した「バーニングモード」に変形することもできるというギミックが用意されている（アニメ本編では未登場）。必殺技は二体のクラスターシステムとアキラの心が同調したときに放つことができる「ドラゴンノヴァ」。
初合体のときはドラゴバーストによってダイガンダーが操られた状態で強制合体し、アキラたちを攻撃した。しかし、アキラの必死の呼びかけでダイガンダー（リューグ）が呪縛から解き放たれ、分離している。その後は合体する機会がなかったが、最終決戦のときに始めて両者の意思で合体し、最大最強の敵「テンコンスリポン」を倒した。
「黒き稲妻」バーストライオン
ドラゴバーストの放つ洗脳エネルギーによってブライオンを操った際に、半強制的に合体した形態。強固なボディを駆使しての体当たり攻撃「ライオダイナマイト」が得意技。
「ジュラシックダーク」バーストレックス
過去の戦闘でドラゴバーストとボーンレックスが合体したことからヒントを得て誕生した形態で、ドラゴバーストを捕獲するために合体した。ダイガレックス同様、レックスの口から放たれるプラズマ弾「レックスプラズマ」が必殺技。
※このほかにも「バーストリューグ」という形態があるが、本編未登場。

### バトロボ以外のメカ
サボット
バトロボの整備やアキラたちの身の周りの世話をするサポートロボット。
ダイシャトル
チームアキラが各地を移動するために使用する輸送機。アキラたちが住んでいるダイランドから発進する。内部にはバトロボを整備するメンテナンスルームや会議室など、バトロボマッチを勝ち抜くための設備が設置されている。宇宙での運用も考慮しており、ブースターを装着することで大気圏離脱も可能。

## ゲスト出演
- マイケル - 陶山章央
- オンダノブナガ - 岡野浩介
- シュリマン - 稲葉実
- SV - 余川尚
- マキシム - 永野広一
- 国王 - 長島雄一
- ロダーン - 山口隆行
- ベティ - 坂本真綾
- ジミー - 小桜エツ子
- ジミーの母 - 山口由里子
- エイハブ、ジャッキー1号[1] - 増谷康紀
- オーバル - 飛田展男
- キョウイチ - 水樹洵
- キョウゾウ - 楠見尚巳
- サラ - 鶴野恭子
- リン - 神田理江
- ハワード - 菊池正美
- ポワール - 玉川紗己子
- カーン - 関俊彦
- バーバー - 田中伸幸
- ミルト - 篠原恵美
- キャシー - 野沢雅子
- シルバー - くじら
- ブリジット - 水谷優子
- デュラハン / 助手 / 桃太郎 - 千葉一伸
- 受付 - 近藤光世
- 男A - 田中完

## スタッフ
- 企画 - イオン
- 原案 - 石川裕人（連載誌 - 『テレビマガジン』、『てれびくん』）
- 監督 - 矢野博之
- 助監督 - 佐藤豊
- シリーズ構成 - 藤田伸三
- キャラクターデザイン - 前田実
- メカデザイン - 阿部航
- アクション作画 - 田中良
- 美術監督 - 岡田有章
- 色彩設定 - 歌川律子、森博行
- 撮影 - 斉藤恵、関根保浩
- 編集 - 関一彦
- 音響監督 - 岩浪美和
- 音楽 - 岩崎文紀
- プロデューサー - 東不可止、山崎立士、可知秀幸
- アニメーション制作 - ブレインズ・ベース
- 制作協力 - 日本アニメーション
- 製作 - テレビ東京、NAS

## 主題歌
オープニングテーマ「爆闘宣言! ダイガンダー」
作詞 - 吉元由美 / 作曲 - 小杉保夫 / 編曲 - 林有三 / 歌 - 遠藤正明
エンディングテーマ「We are the Heroes」
作詞 - 吉元由美 / 作曲 - 小杉保夫 / 編曲 - 山本健司 / 歌 - きただにひろし
挿入歌
「GET A VICTORY!」
作詞・作曲 - 高取ヒデアキ / 編曲 - 籠島裕昌 / 歌 - 遠藤正明
「BURNING HEART」
作詞・作曲・編曲 - 石川慧樹 / 歌 - きただにひろし

## 各話リスト
| 話数 | サブタイトル                           | 脚本     | 絵コンテ              | 演出               | 作画監督                | 放送日        |
| ---- | -------------------------------------- | -------- | --------------------- | ------------------ | ----------------------- | ------------- |
| 1    | 初陣宣言! 燃える竜騎士登場!!           | 藤田伸三 | 矢野博之              | 佐藤豊             | 阿部航                  | 2002年 4月5日 |
| 2    | 合体宣言! 天下無敵の爆闘王!!           | 藤田伸三 | 矢野博之              | 福本潔             | 木下ゆうき              | 4月12日       |
| 3    | 宿敵宣言! 謎の狙撃手ギンザン!!         | 藤田伸三 | 矢野博之              | 岡尾貴洋           | 岡村正弘                | 4月19日       |
| 4    | 命名宣言! 格闘王ダイガライオン!!       | 藤田伸三 | 日巻裕二              | 日巻裕二           | 田村一彦、田中良        | 4月26日       |
| 5    | 捜索宣言! 消えたダイガンダー!!         | 藤田伸三 | 松園公                | いとがしんたろー   | 斉藤タロヲ              | 5月3日        |
| 6    | 守護宣言! 恐竜軍団出現!!               | 藤田伸三 | 松園公                | 三浦進也           | 田村一彦、田中良 阿部航 | 5月10日       |
| 7    | 対抗宣言! 奇跡のメガベックス!          | 藤田伸三 | いとがしんたろー      | 福本潔             | 木下ゆうき、斉藤タロヲ  | 5月17日       |
| 8    | 不屈宣言! 孤高のボーンレックス!!       | 福嶋幸典 | 岡尾貴洋              | 下田久人           | 岡村正弘                | 5月24日       |
| 9    | 成長宣言! コマンダーの条件!!           | 藤田伸三 | 日巻裕二              | 日巻裕二           | 田村一彦                | 5月31日       |
| 10   | 災難宣言! 幽霊洞窟の怪!!               | 谷村典子 | 西森章                | 冨永恒雄           | 木下ゆうき              | 6月7日        |
| 11   | 流行宣言! これがバトロボ最新モード!!   | 福嶋幸典 | 江口摩吏介            | 佐藤豊             | 阿部航、田村一彦        | 6月14日       |
| 12   | 無双宣言! 剣闘王ダイガレックス見参!!   | 藤田伸三 | 小林智樹              | 三浦進也           | 阿部航、田村一彦 田中良 | 6月21日       |
| 13   | 覆面宣言! バトロボXは誰だ!?            | 藤田伸三 | 下田久人              | 下田久人           | 遺木内、六周和久礼      | 6月28日       |
| 14   | 暗躍宣言! 盗賊忍法帳!!                 | 藤田伸三 | 谷口悟朗              | 日巻裕二           | 田村一彦、田中良        | 7月5日        |
| 15   | 仰天宣言! ドリモーグが飛んだ日!!       | 福嶋幸典 | 三浦進也              | ひいろゆきな       | 阿部航                  | 7月12日       |
| 16   | 救出宣言! 捕らわれた王様を救え!!       | 藤田伸三 | 西森章                | 山内東生雄         | 木下ゆうき、昆進之介    | 7月19日       |
| 17   | 熱愛宣言! 恋のオーロラ物語!!           | 真島浩一 | 大西景介              | 岸誠二             | 松吉幸太郎              | 7月26日       |
| 18   | 発明宣言! 僕は天才メカニシャン!!       | 福嶋幸典 | 雄谷将仁 小林智樹     | 雄谷将仁           | 田村一彦 阿部航         | 8月2日        |
| 19   | 偽者宣言! 燃えろサボット!!             | 藤田伸三 | 島崎奈々子            | 矢垂依幹           | 乱英保                  | 8月9日        |
| 20   | 特訓宣言! 嵐を呼ぶ決勝戦!!             | 藤田伸三 | 日巻裕二              | 浅見松雄           | 田中良                  | 8月16日       |
| 21   | 自立宣言! コマンダーへの道!!           | 真島浩一 | 日巻裕二              | 佐藤豊             | 大久保修                | 8月23日       |
| 22   | 忘却宣言! 失われた記憶!!               | 福嶋幸典 | ひいろゆきな          | 鈴木幸雄           | 韓永勲                  | 8月30日       |
| 23   | 伝説宣言! 暗黒獣ドラゴバースト誕生!!   | 藤田伸三 | 西森章                | 雄谷将仁           | 田村一彦、田中良        | 9月6日        |
| 24   | 離脱宣言! また会う日まで!!             | 米村正二 | 矢垂依幹              | 矢垂依幹           | 乱英保                  | 9月13日       |
| 25   | 発覚宣言! ビッグバンの正体!!           | 米村正二 | 谷口悟朗              | 浅見松雄           | 阿部航                  | 9月20日       |
| 26   | 真相宣言! 大宇宙の大決闘!!             | 藤田伸三 | 谷口悟朗 ひいろゆきな | 雄谷将仁、浅見松雄 | 阿部航                  | 9月27日       |
| 27   | 挑戦宣言! 新しい仲間たち!!             | 藤田伸三 | 日巻裕二              | 日巻裕二           | 田村一彦                | 10月4日       |
| 28   | 転職宣言! ハルカは一流マネージャー!!   | 真島浩一 | おおそ独犬            | 浅見松雄           | 岡本智                  | 10月11日      |
| 29   | 根性宣言! 鬼コマンダーの絆!!           | 福嶋幸典 | 谷口悟朗              | 雄谷将仁           | 韓永勲                  | 10月18日      |
| 30   | 追憶宣言! ブライオン対ダイガンダー!!   | 藤田伸三 | ひいろゆきな          | 浅見松雄           | 阿部航                  | 10月25日      |
| 31   | 開眼宣言! ボーンレックス修行中!!       | 福嶋幸典 | 大原実                | 山内東生雄         | 田中良                  | 11月1日       |
| 32   | 決着宣言! ギンザン対ダイガンダー!!     | 福嶋幸典 | 谷口悟朗              | 雄谷将仁           | 韓永勲                  | 11月8日       |
| 33   | 大名宣言! 機動捕物帳!!                 | 真島浩一 | 日巻裕二              | 浅見松雄           | 阿部航、田村一彦        | 11月15日      |
| 34   | 策略宣言! ダイガンダー強奪計画!!       | 藤田伸三 | ひいろゆきな          | 日巻裕二           | 田中良                  | 11月22日      |
| 35   | 対決宣言! ビッグバン対ドラゴバースト!! | 藤田伸三 | 谷口悟朗              | 雄谷将仁           | 阿部航、田村一彦        | 11月29日      |
| 36   | 発掘宣言! 伝説のタイタンクラウザー!!   | 福嶋幸典 | ひいろゆきな 谷口悟朗 | 浅見松雄           | 韓永勲                  | 12月6日       |
| 37   | 突撃宣言! 暗黒獣の秘密要塞!!           | 藤田伸三 | 谷口悟朗 日巻裕二     | 雄谷将仁           | 阿部航、田村一彦        | 12月13日      |
| 38   | 爆発宣言! ダイランド最後の日!!         | 藤田伸三 | 谷口悟朗 日巻裕二     | 浅見松雄           | 韓永勲                  | 12月20日      |
| 39   | 未来宣言! 無敵のクラスターパワー!!     | 藤田伸三 | 谷口悟朗              | 佐藤豊             | 阿部航、田村一彦 田中良 | 12月27日      |

## 放送局
地上波ネット局の放送日時は2002年7月中旬 - 8月上旬時点のものとする。
| 放送局           | 放送期間                | 放送日時           | 備考   |
| ---------------- | ----------------------- | ------------------ | ------ |
| テレビ東京       | 2002年4月5日 - 12月27日 | 金曜 18:00 - 18:30 | 制作局 |
| テレビ北海道     | 2002年4月5日 - 12月27日 | 金曜 18:00 - 18:30 |        |
| テレビ愛知       | 2002年4月5日 - 12月27日 | 金曜 18:00 - 18:30 |        |
| テレビ大阪       | 2002年4月5日 - 12月27日 | 金曜 18:00 - 18:30 |        |
| テレビせとうち   | 2002年4月5日 - 12月27日 | 金曜 18:00 - 18:30 |        |
| TVQ九州放送      | 2002年4月5日 - 12月27日 | 金曜 18:00 - 18:30 |        |
| 青森放送         |                         | 月曜 15:50 - 16:20 |        |
| 東日本放送       |                         | 日曜 6:30 - 7:00   |        |
| 福島中央テレビ   |                         | 火曜 16:00 - 16:27 |        |
| テレビ新潟       |                         | 月曜 16:29 - 16:58 |        |
| テレビ金沢       |                         | 火曜 15:55 - 16:25 |        |
| テレビ信州       |                         | 金曜 16:20 - 16:50 |        |
| テレビ静岡       |                         | 土曜 16:56 - 17:24 |        |
| 広島ホームテレビ |                         | 木曜 16:25 - 16:55 |        |
| 愛媛朝日テレビ   |                         | 土曜 7:15 - 7:45   |        |
| テレビ長崎       |                         | 木曜 15:30 - 16:00 |        |
| 熊本放送         |                         | 土曜 6:00 - 6:30   |        |
| 鹿児島読売テレビ |                         | 月曜 16:30 - 17:00 |        |

## 玩具
| IDナンバー | 名前                                                 | ビーストモード                                |
| ---------- | ---------------------------------------------------- | --------------------------------------------- |
| D-00       | ダイガンダー                                         | ドラゴン                                      |
| D-01       | ドラゴバースト                                       | ドラゴン                                      |
| R-01       | ブライオン                                           | ライオン                                      |
| R-02       | ボーンレックス                                       | ティラノサウルス                              |
| V-01       | イーグルアロー                                       | ワシ                                          |
| V-02       | ドリモーグ                                           | モグラ                                        |
| V-03       | トライホーン                                         | トリケラトプス                                |
| V-04       | デスペクター                                         | プテラノドン                                  |
| V-05       | ギンザン                                             | ユニコーン                                    |
| V-06       | タイガマル                                           | タイガー                                      |
| V-07       | ロウガマル                                           | オオカミ                                      |
| V-08       | ダブルファング （タイガマル&ロウガマルのセット品。） | タイガー（タイガマル） オオカミ（ロウガマル） |
| V-09       | ドラゴフリーザ                                       | ワイバーン                                    |
| V-10       | ドラゴフレイム                                       | ワイバーン                                    |